# Conselho Federal de Farmácia
O Conselho Federal de Farmácia é o órgão representativo, regulador e fiscalizador dos profissionais farmacêuticos regidos pela lei do Brasil. Existem Conselhos Regionais de Farmácia em todos os estados da federação. Eles têm, como missão, defender o usuário do medicamento no sistema de saúde, garantindo-lhe o acesso a assistência farmacêutica, ao medicamento com qualidade e ao seu uso de forma racional. É sua missão, ainda, zelar pela ética da profissão farmacêutica, incluindo todos os seus campos de atuação, principalmente a produção e dispensação de medicamentos, as análises clínicas e a área de alimentos. O Conselho Federal de Farmácia é presidido atualmente pelo farmacêutico Walter da Silva Jorge João. Os conselhos regionais têm autonomia administrativa frente ao conselho federal por se tratar de autarquia pública federal.